# Літинський парк
Лі́тинський парк — парк-пам'ятка садово-паркового мистецтва місцевого значення в Україні. Розташований у селі Літин Ковельського району Волинської області. Належить до одного із найкращих парків Волині.

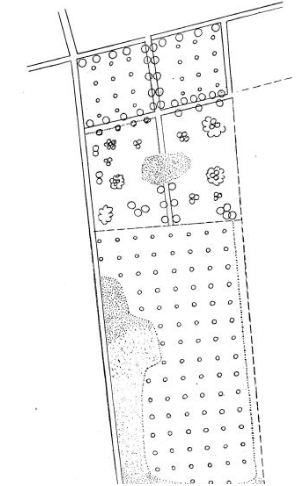
Схема Літинського парку

## Історія
Парк був заснований панами Сумовськими у другій половині XIX століття. У парку був розташований маєток. У 1972 році йому надано статус парку-пам'ятки садово-паркового мистецтва.

## Опис парку
Парк розташований на території площею 8,4 га. Перебуває у віданні Турійської селищної територіальної громади. 
Незважаючи на загущеність насаджень, можна визначити первісний задум автора і перевагу того чи іншого типу ландшафту в різних його ділянках. 
На плані парк має форму прямокутника, який простягається з півночі на південь. Рельєф території рівнинний, майже плоский з нахилом у сторону долини струмка. Це відповідає вимогам побудови класичної садиби, будова якої розташовувалась у партерній частині парку, але до наших днів не збереглася. У парку виділяються 3 послідовно розміщених одна за одною частини: на початку — фруктовий сад, за ним — власне парк, у кінці знову фруктовий сад. Кожна з цих частин відрізняється функціональним призначенням та характером насаджень. Вони чітко відділені одна від одної широкими алеями. Від входу в парк відходить головна алея, яка є основною домінантною його планування. Розташування вікових дерев свідчить, що через парк проходила мережа прогулянкових алей і доріжок. 
Найбільшу цінність становить центральна частина парку. Посередині парку через перші дві частини проходить широка алея з вікових дерев липи, крони яких у верхньому ярусі зімкнулися, утворивши природну альтанку. Цей парк гарний у будь-яку пору року. Приваблюють його тінисті алеї тополі та липи широколистої, ялини, горіха. Найдовша тополина алея простяглася майже на 300 метрів. Вона своєю могутньою стіною захищає парк від холодних вітрів з півночі. Влітку зацвітає бузок, жасмин, акація. Росте чимало і рідкісних для цих країв дерев — червоний дуб, оцтове дерево тощо.

## Галерея

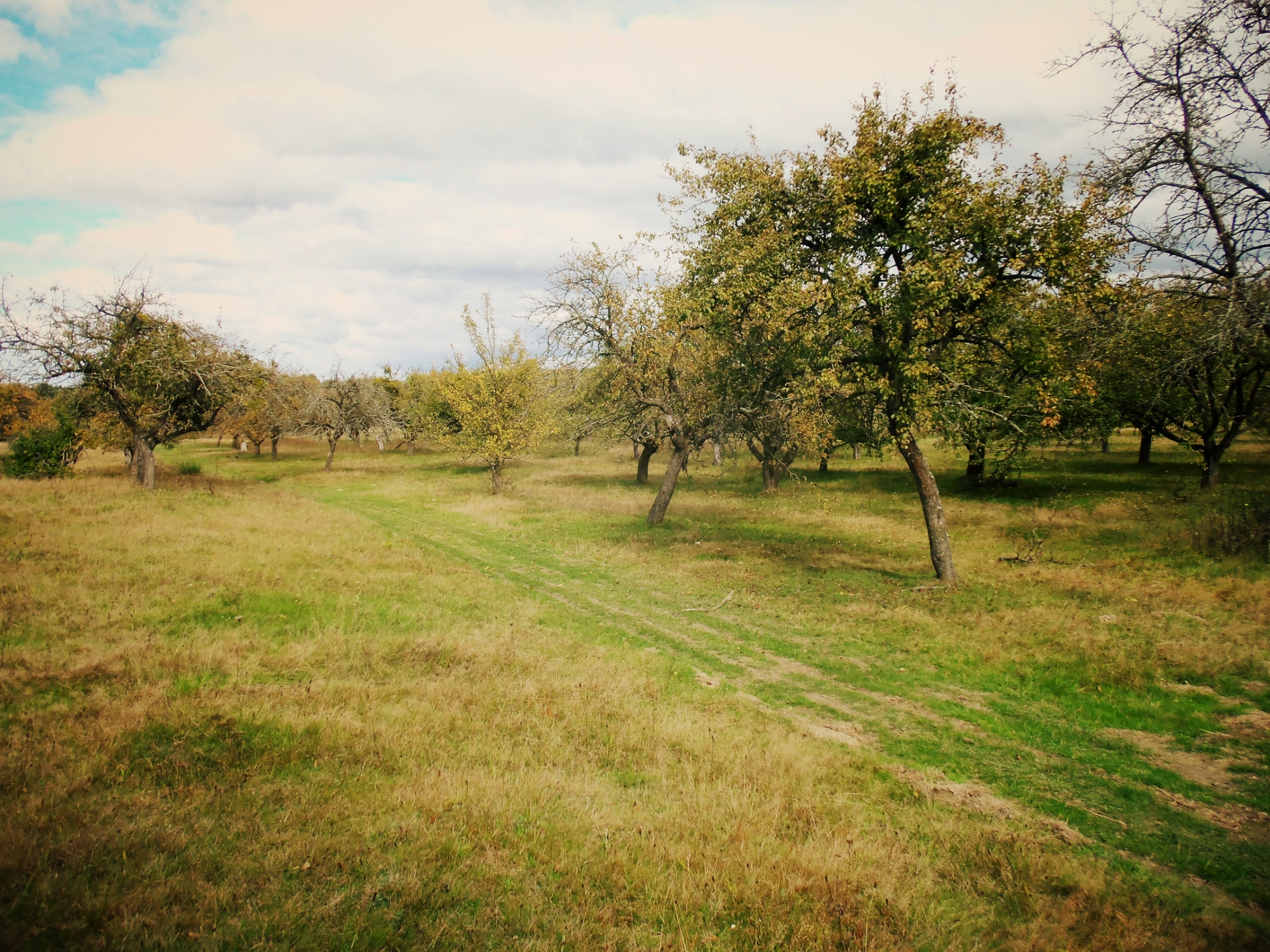
Фруктовий сад
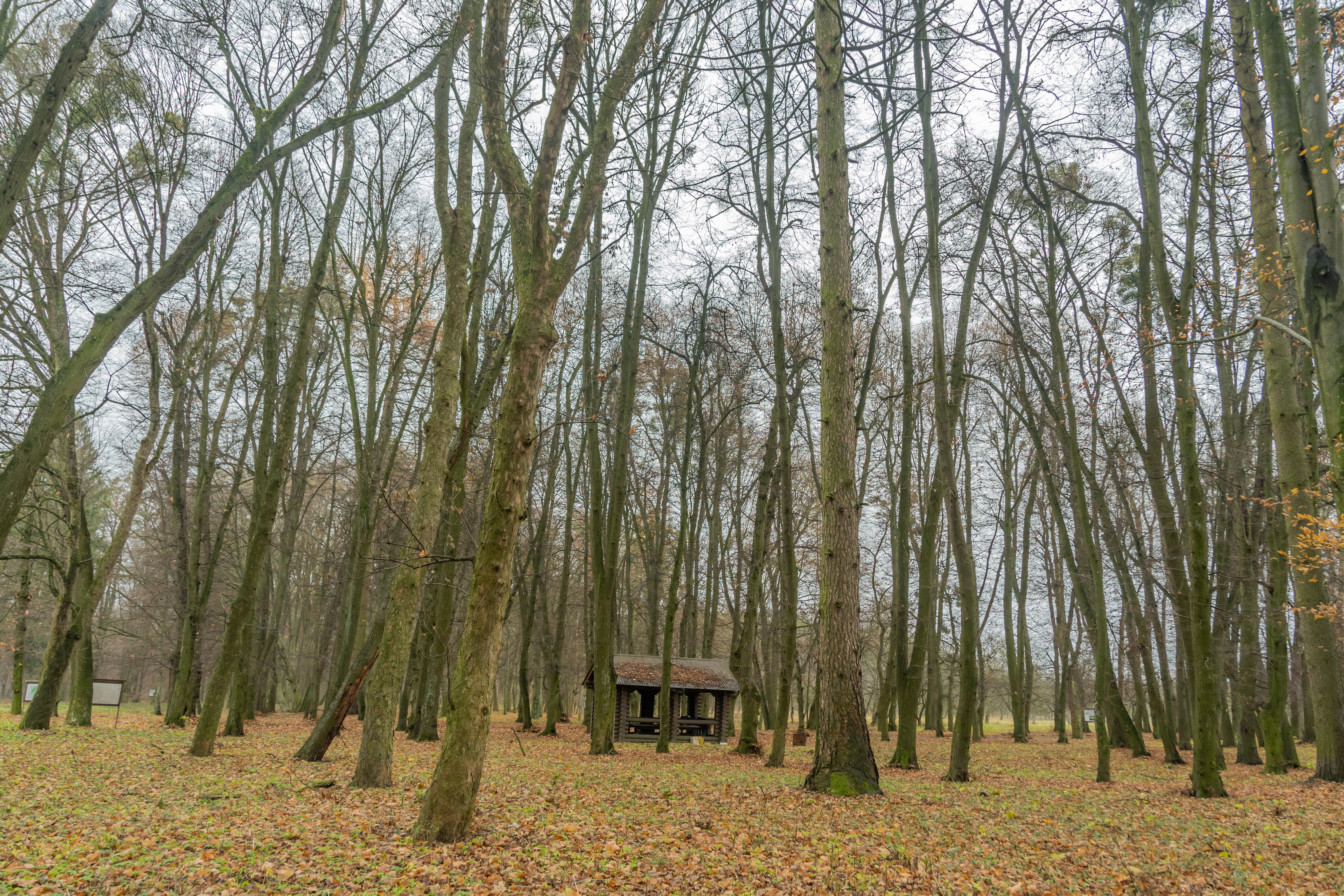
Центральна частина у листопаді 2024
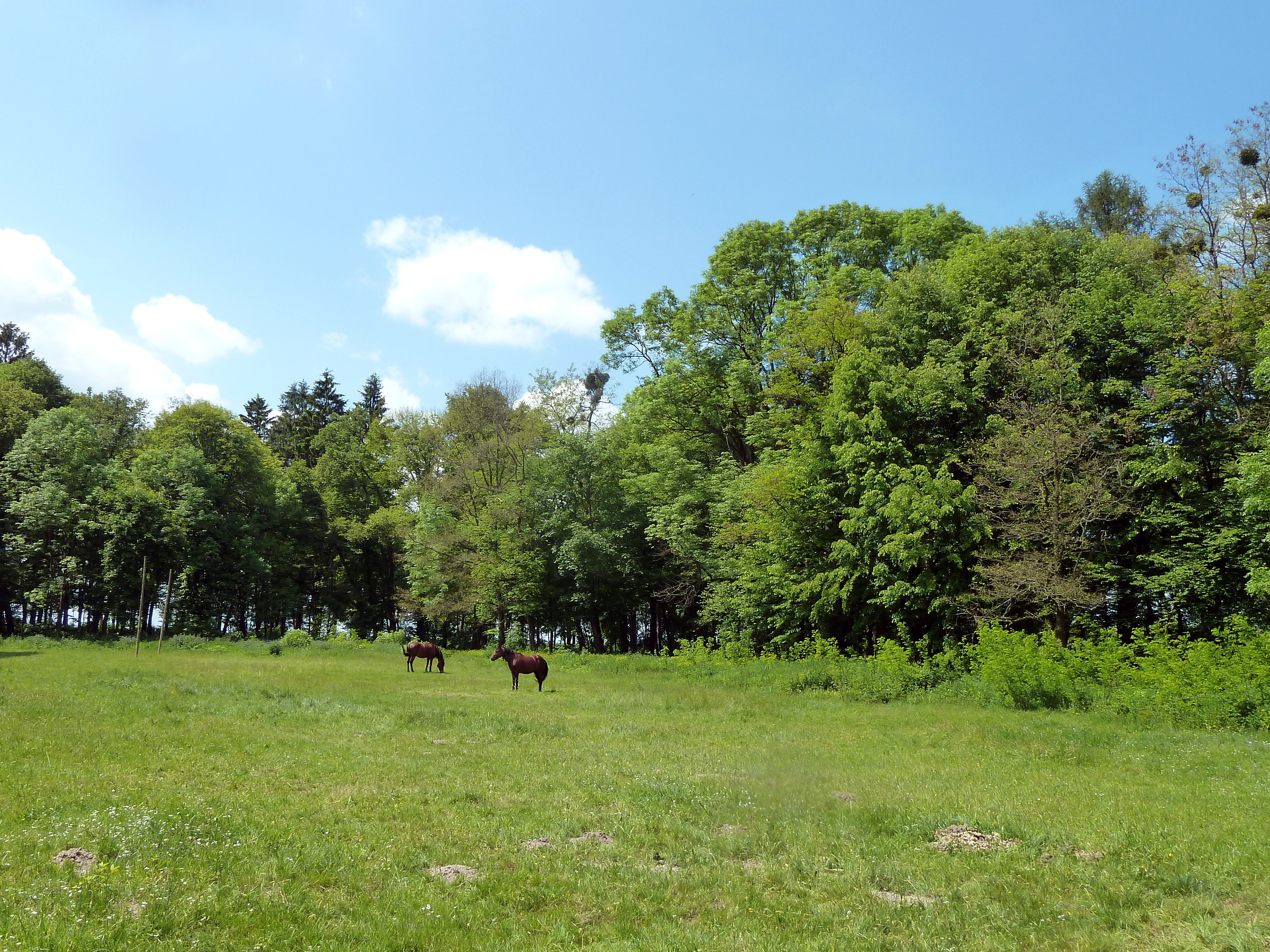
Південна частина парку у травні 2016